# Zone del Nepal
Il Nepal è stato amministrativamente suddiviso in 14 Zone o Añcal (अञ्चल in nepalese, trascritto in Anchal). Inizialmente erano la suddivisione di primo livello dello Stato, poi nel 1972 sono state istituite le regioni di sviluppo del Nepal al di sopra di esse, infine nel 2015 sia le regioni sia le zone sono state sostituite dalle province del Nepal.

## La divisione
Le quattordici Anchal sono:
| N. | Anchal      | Città più importante |
| -- | ----------- | -------------------- |
| 1  | Bagmati     | Kathmandu            |
| 2  | Bheri       | Nepalganj            |
| 3  | Dhawalagiri | Baglung              |
| 4  | Gaṇḍakī     | Pokhara              |
| 5  | Janakapura  | Janakpur             |
| 6  | Karnali     | Jumla                |
| 7  | Kosi        | Dharan               |
| 8  | Lumbini     | Butwal               |
| 9  | Mahakali    | Amaragadhi           |
| 10 | Mechi       | Ilam                 |
| 11 | Narayani    | Hetauda              |
| 12 | Rapti       | Tulsipur             |
| 13 | Sagarmatha  | Triyuga              |
| 14 | Seti        | Dipayal-Silgadhi     |

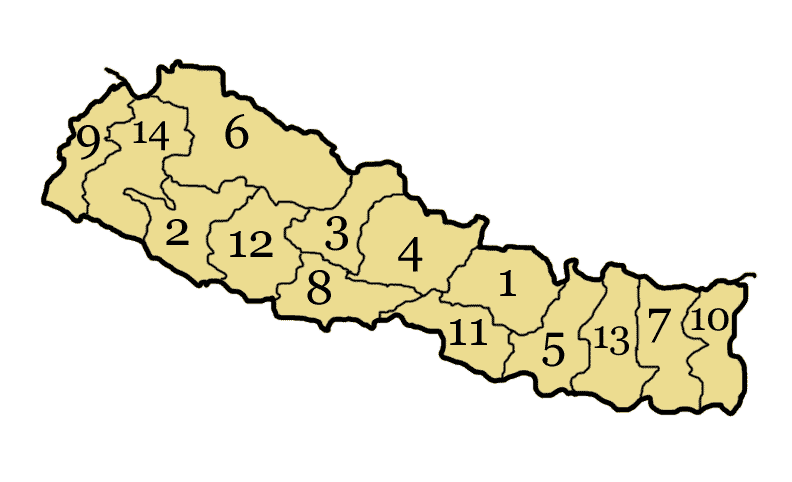
Zone del Nepal

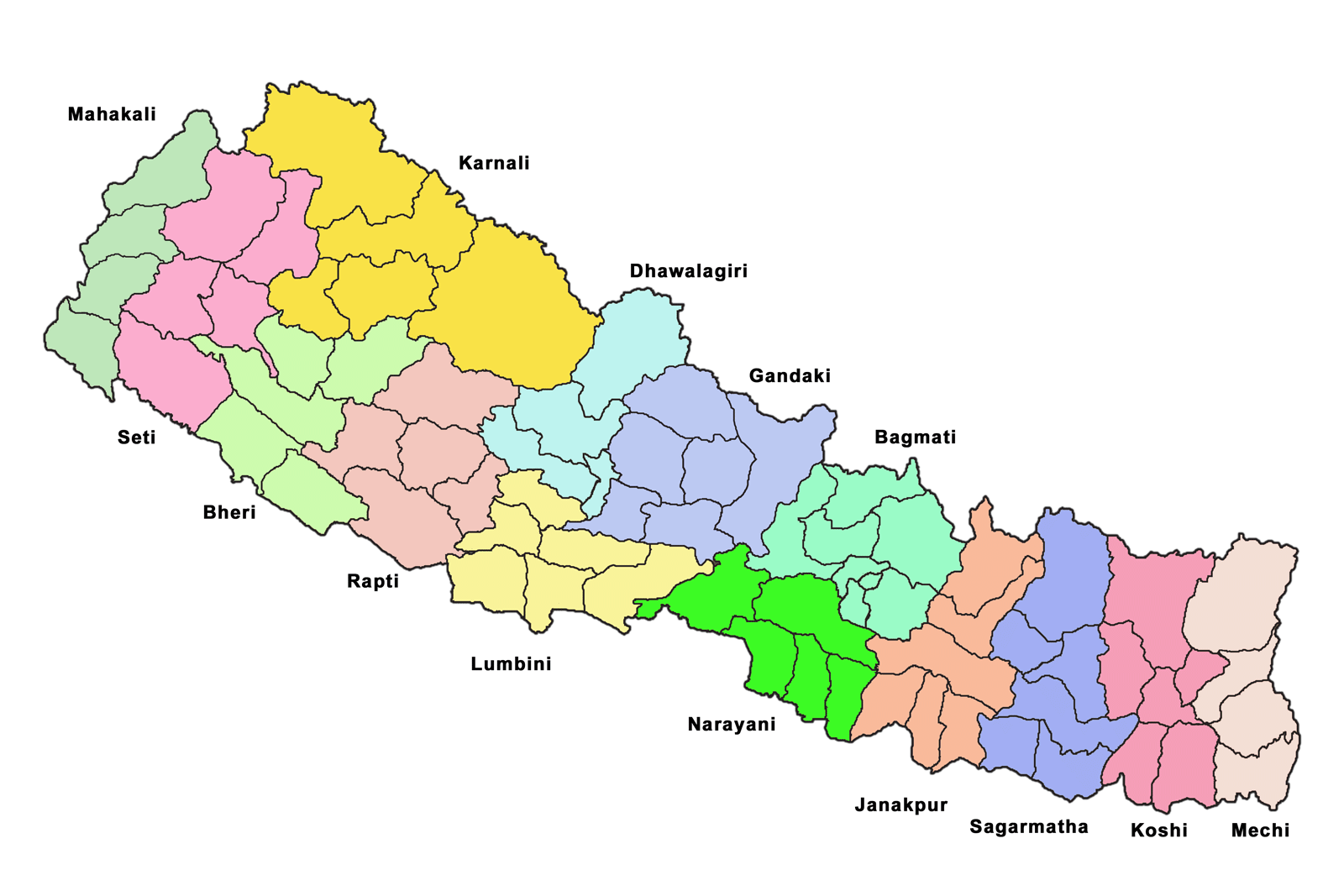
Zone del Nepal

Le Zone sono a loro volta divise in distretti (जिल्ला, jillā) e raggruppate in 5 grandi regioni di sviluppo (विकास क्षेत्र, vikās kṣetra).